# Nyetnops alexanderi
Espèce
Nyetnops alexanderi est une espèce d'araignées aranéomorphes de la famille des Caponiidae.

## Distribution
Cette espèce est endémique du Pérou. Elle se rencontre dans les régions de Cuzco, de Madre de Dios et de Puno.

## Description
Le mâle holotype mesure 3,19 mm et la femelle paratype 4,11 mm, les mâles mesurent de 3,00 à 3,79 mm et les femelles de 4,11 à 4,89 mm.

## Systématique et taxinomie
Cette espèce a été décrite par Villarreal-Blanco et Martínez en 2024.

## Étymologie
Cette espèce est nommée en l'honneur d'Alexander Sánchez-Ruiz.

## Publication originale
(mai 2024).
- Villarreal-Blanco, Martínez & Eyes-Escalante, 2024 : « Update in the Peruvian Caponiidae: new records and new species of Nyetnops Platnick & Lise, 2007 (Araneae: Caponiidae). » European Journal of Taxonomy, vol. 932, p. 204-224 (texte intégral).